# ジェニファー・リンチ
ジェニファー・チェンバース・リンチ（Jennifer Chambers Lynch、1968年4月7日 - ）は、アメリカ合衆国・フィラデルフィア出身の映画監督、テレビ監督、脚本家、女優。

## 略歴
1968年に映画監督デヴィッド・リンチと、当時の配偶者で画家のペギー・リンチの間の娘として生まれる。6歳からTM瞑想（超越瞑想）を行っている。
1993年に「ボクシング・ヘレナ」でデビューするが、その前衛的かつ衝撃的な内容と過激な表現が非難の対象となり、第14回ゴールデンラズベリー賞で最低監督賞を受賞した。
2007年に発表した「サベイランス」は父の手法などに影響された演出とストーリーが評価される一方、残酷な結末が賛否両論となった。

## 作品

### 長編映画
- ボクシング・ヘレナ - Boxing Helena （1993年、監督・脚本）
- サベイランス - SURVEILLANCE （2007年、監督・脚本）※製作総指揮：デヴィッド・リンチ
- スピーシー・オブ・コブラ - Hisss (2009年、監督・脚本)
- チェインド - chained (2012年、監督・脚本)

### テレビドラマ
- The Trouble with Billy（2013年）
- Psych（2013年）
- ウェアハウス13 〜秘密の倉庫 事件ファイル〜（2013年）
- The Vacation（2013年）
- Five Directors' Interpretations of Opening Suite（2013年）
- ファインディング・カーター（2014年）
- ウォーキング・デッド（2015年）
- サウス・オブ・ヘル 女エクソシスト（2015年）
- ティーン・ウルフ（2015年）
- セカンド・チャンス（2015年）
- Recovery Road（2016年）
- Damien（2016年）
- ウェイワード・パインズ 出口のない街（2016年）
- ザ・ラストシップ（2016年）
- アメリカン・ホラー・ストーリー（2016年）
- ワンス・アポン・ア・タイム（2016年）
- ハワイファイブオー（2016年）
- ZOO-暴走地区-（2017年）
- セイラム（2017年）
- エレメンタリー ホームズ&ワトソン in NY（2017年）
- クワンティコ/FBIアカデミーの真実（2017年）
- クリミナル・マインド FBI行動分析課: Beyond Borders（2017年）
- Salvation（2017年）
- ストレイン 沈黙のエクリプス（2017年）

### PV
- シエラ・スワン : Emotional（2014年）

### CM
- David Lynch Signature Cup Coffee: Feel Good（2014年）

### 出演
- イレイザーヘッド - Eraserhead （1976年）